# Spilosmylus malgassicus
Spilosmylus malgassicus is een insect uit de familie watergaasvliegen (Osmylidae), die tot de orde netvleugeligen (Neuroptera) behoort. 
Spilosmylus malgassicus is voor het eerst wetenschappelijk beschreven door Fraser in 1951. De soort komt voor in Madagaskar.